# Лозниця (Сербія)
Лозниця (серб. Лозница) — місто в Сербії, в Мачванському окрузі, центр общини Лозниця.

## Географія
Місто лежить на правому березі річки Дрина, недалеко від кордону з Боснією і Герцеговиною.

## Назва
Спочатку місто називалося Лозиця, що в перекладі зі сербської мови означає «маленька лоза».

## Історія
Перші сліди людини біля міста відносять до неолітичного періоду Старчево-Крішської культури приблизно VI—V століть до н. е.
Перші згадки назви Лозниця зустрічаються в період правління Стефана Уроша II Милутина, коли неподалік міста 1317 року засновано монастир.
Згідно з переписом 1533 року в Лозниці було 37 будинків, 26 із яких належали мусульманам, решта — християнам.
1600 року населення Лозниці становило 55 будинків мусульман, і це поселення увійшло до складу Боснійського еялету.
У XIX столітті населення Лозниці перевищило 1000 осіб. Розпочався розвиток освіти, торгівлі, збудували першу лікарню, також розпочали будівництво промислових об'єктів.
На початку XX століття розпочалося будівництво залізниці. До кінця Першої світової війни населення становило близько 5000 осіб.
Після Першої світової війни почався стрімкий розвиток економіки, проте зростання припинила Друга світова війна.
2008 року, згідно з законодавством Сербії, Лозниця набула статусу міста.

## Населення
За даними 2011 року, чисельність населення самого міста 18 714 осіб, а разом зі всіма передмістями — 78 788.
Згідно з даними на 2002 рік етнічний склад міста був таким:
- Серби — 83 729
- Боснійці — 555
- Цигани рома[it] — 428
- Югослави — 210
- Чорногорці — 118
- та інші

## Економіка
У Лозниці розташовані заводи з виробництва причепів «ФАК Лозниця».
Також у місті є завод італійських виробників жіночих панчіх та спідньої білизни «Golden Lady».
У Лозниці є виробництво текстилю.

## Спорт
У Лозниці є футбольний клуб «ФК Лозниця».

## Міста-побратими
- Плоцьк, Польща
- Іванич-Град, Хорватія

## Відомі люди
- Анта Богичевич[sr] (бл. 1758—1813), воєвода та учасник Першого сербського повстання
- Вук Караджич (1787—1864), мовознавець
- Йован Цвіїч (1865—1927), географ, етнограф і геолог
- Влада Зечевич (1903—1970), югославський політичний та державний діяч
- Міча Попович[sr] (1923—1996), художник, кінорежисер
- Милутин Попович Захар[sr] (1938), композитор
- Зоран Стефанович (1969), письменник, міжнародний культурний активіст
- Світлана Спаїч[sr] (1971), народна співачка

## Галерея

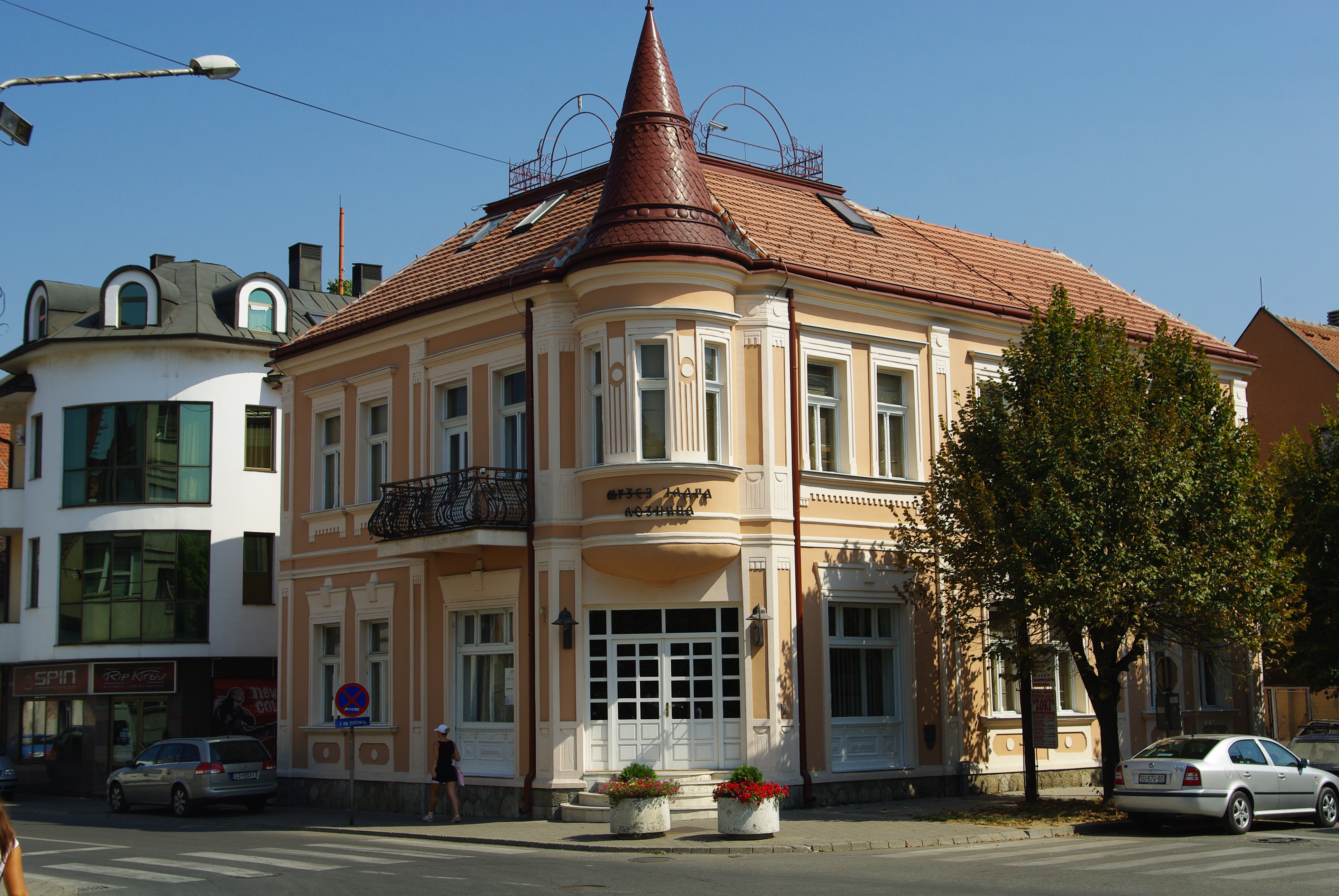
Музей Лозниці
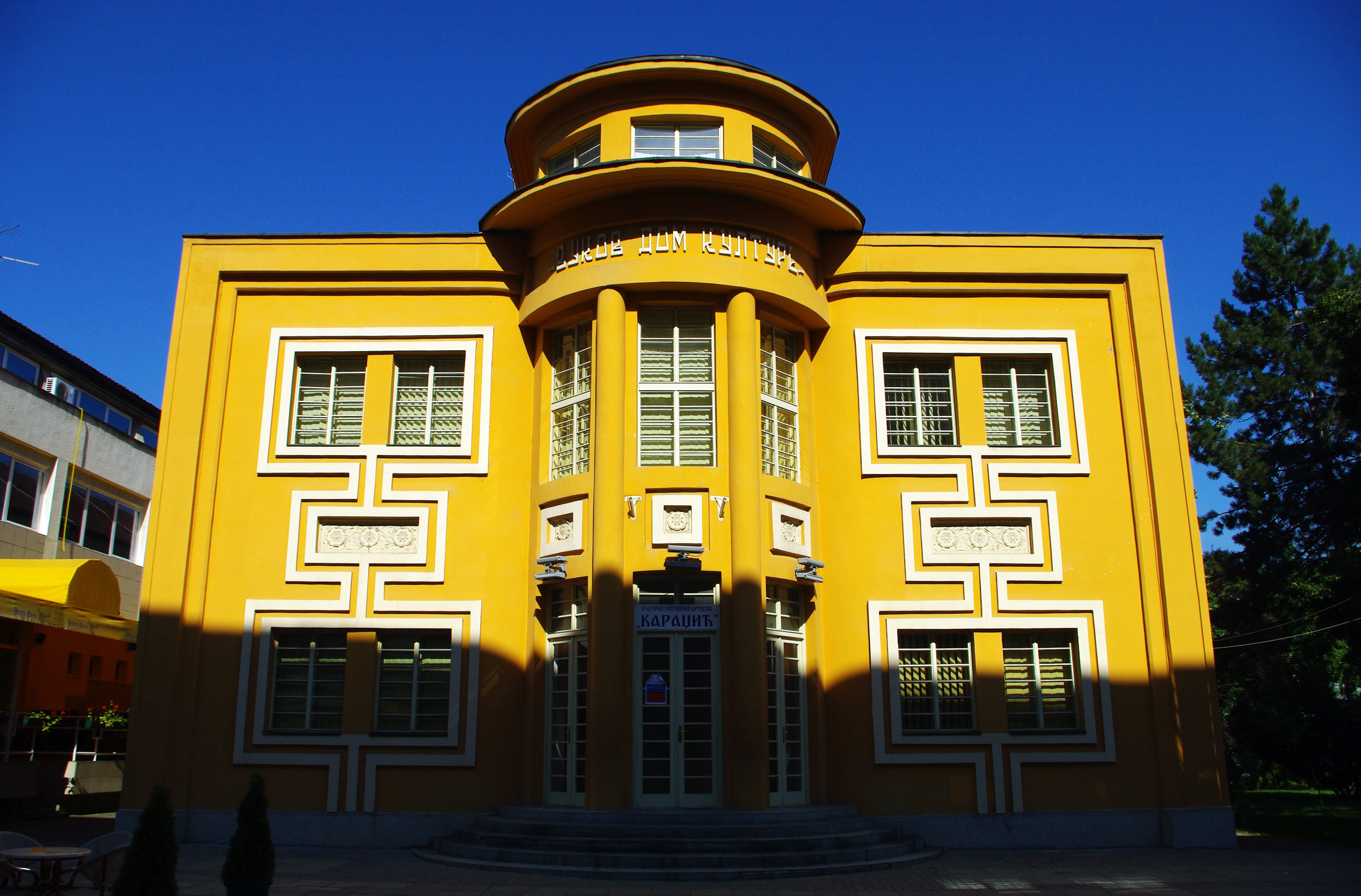
Вуків Будинок
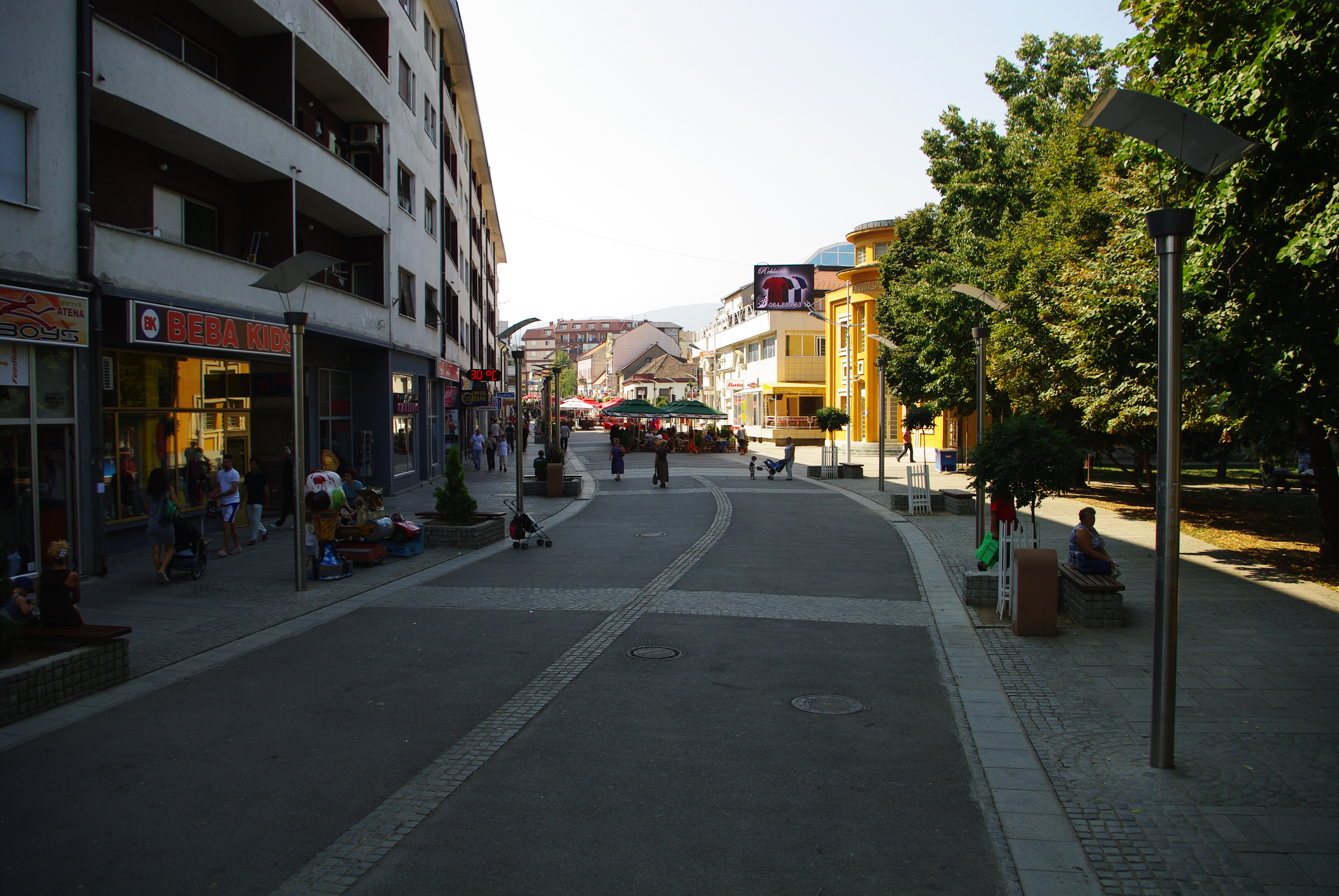
Вуличка в Лозниці
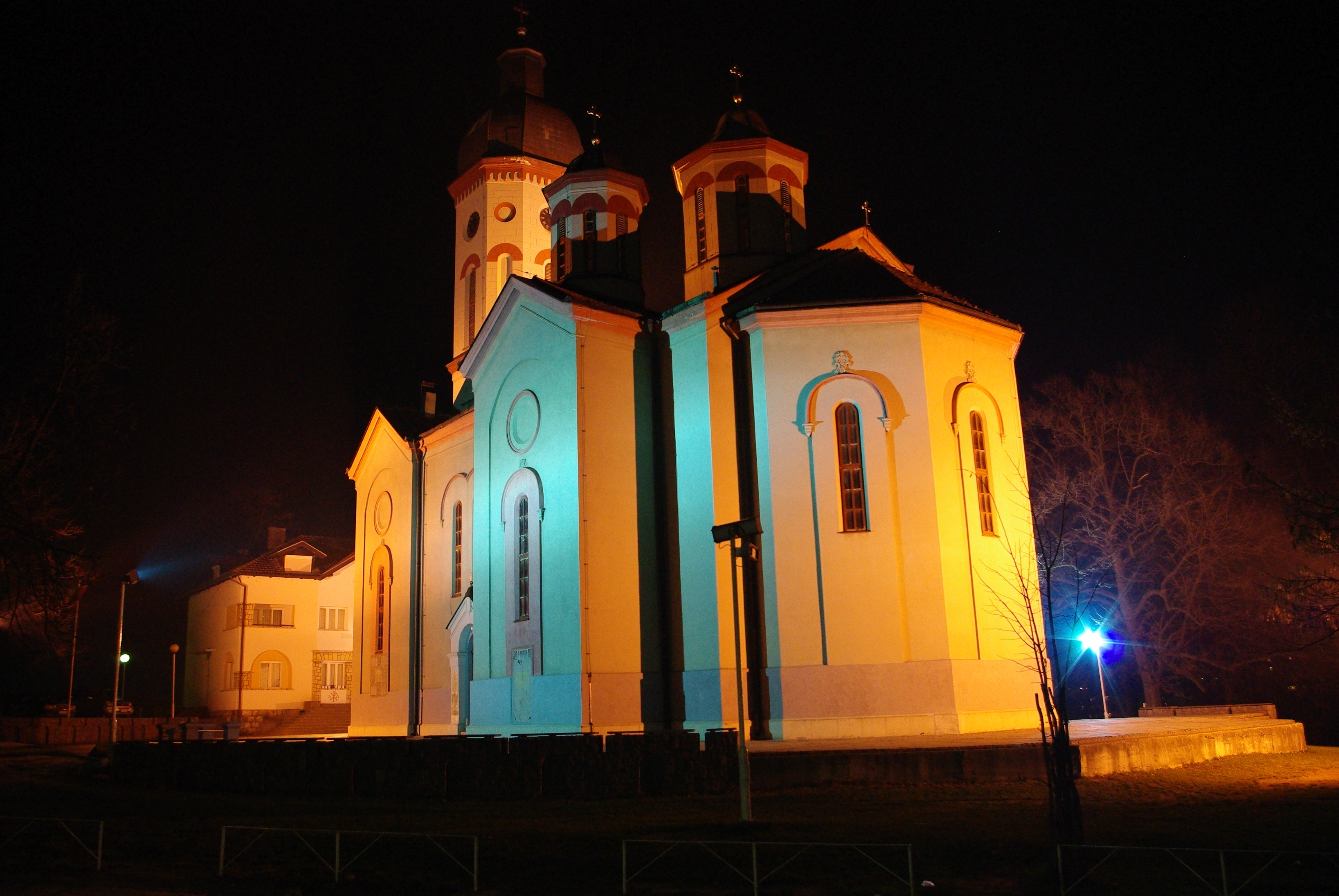
Церква в Лозниці
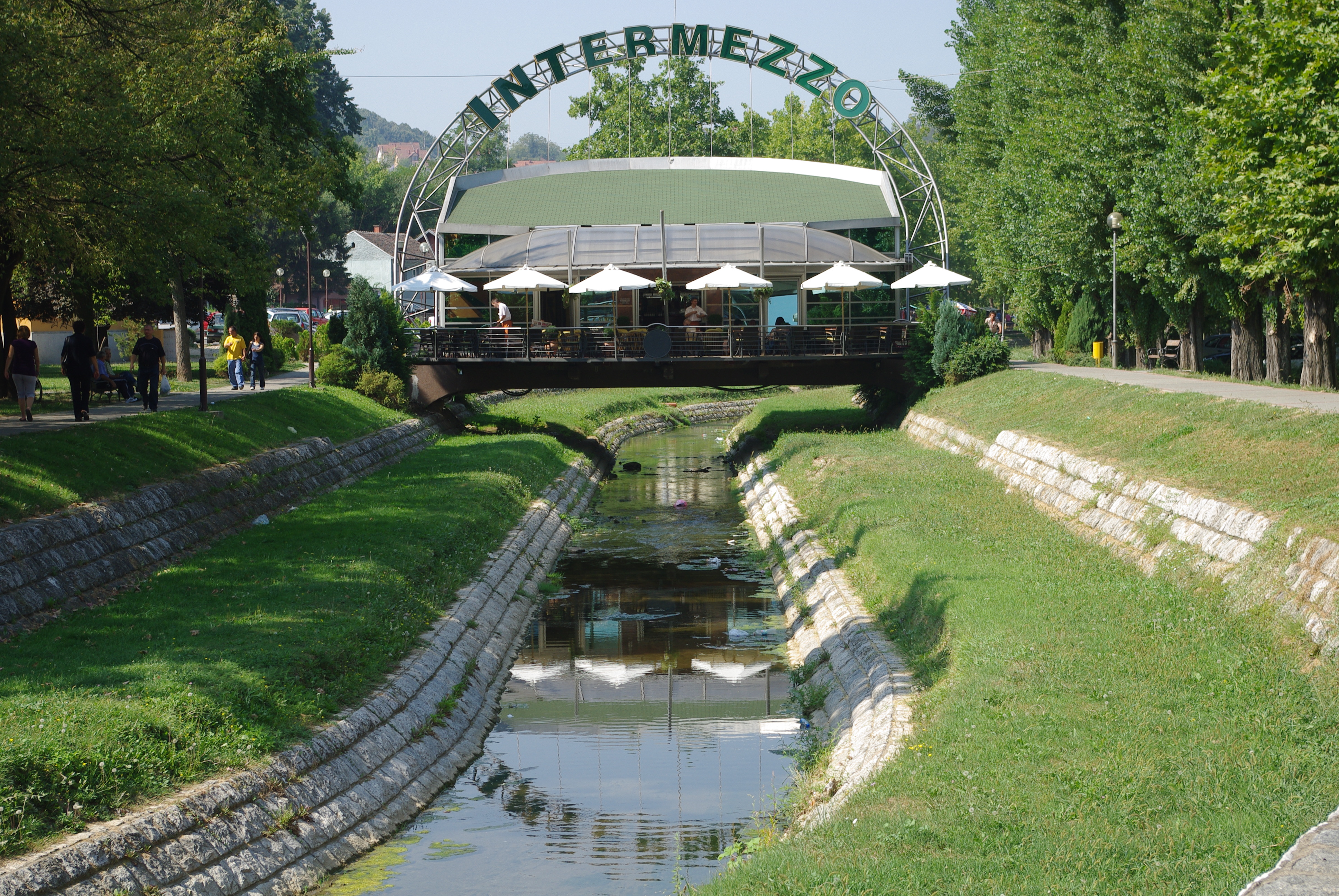
Струмок
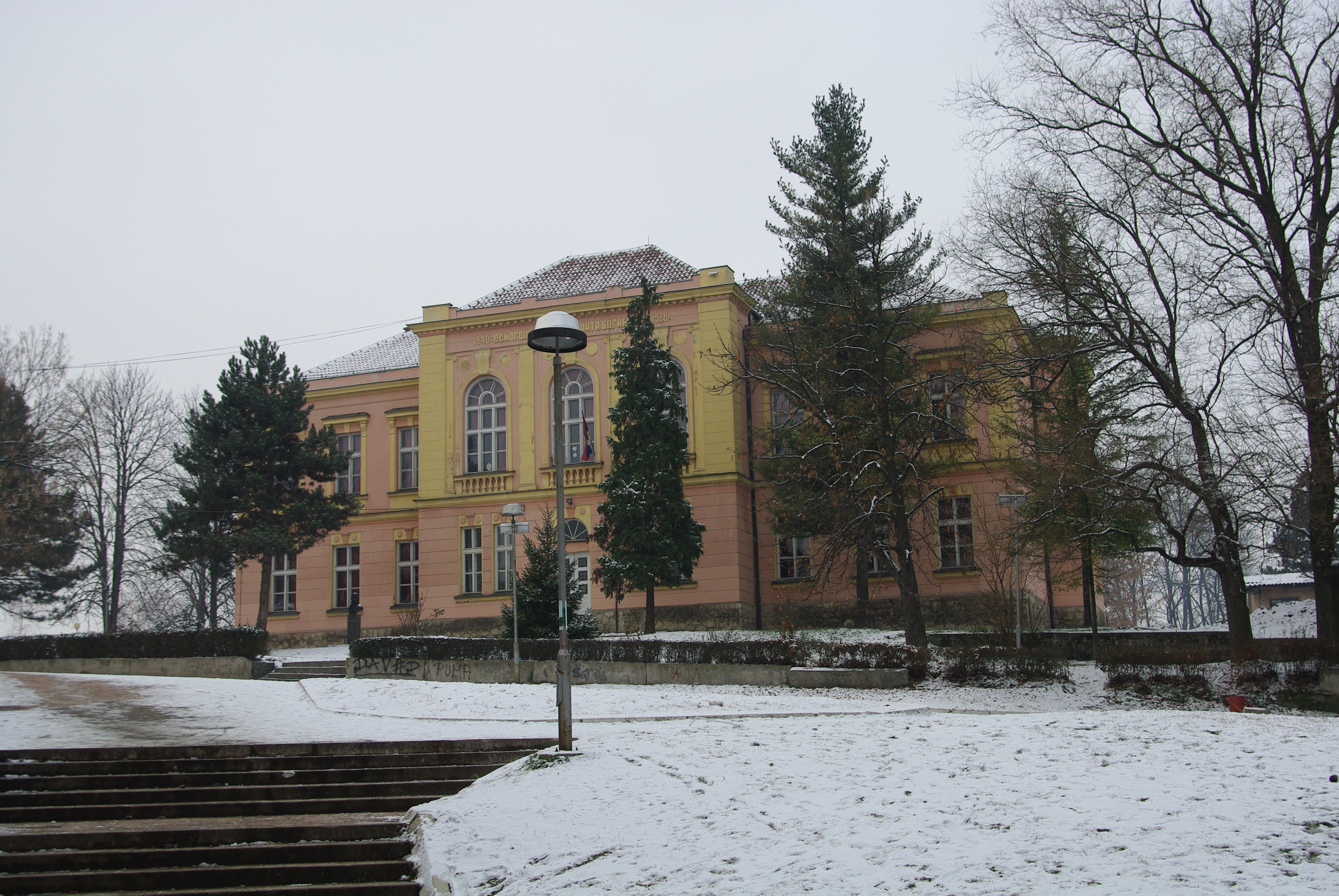
Середня школа Анти Богичевича
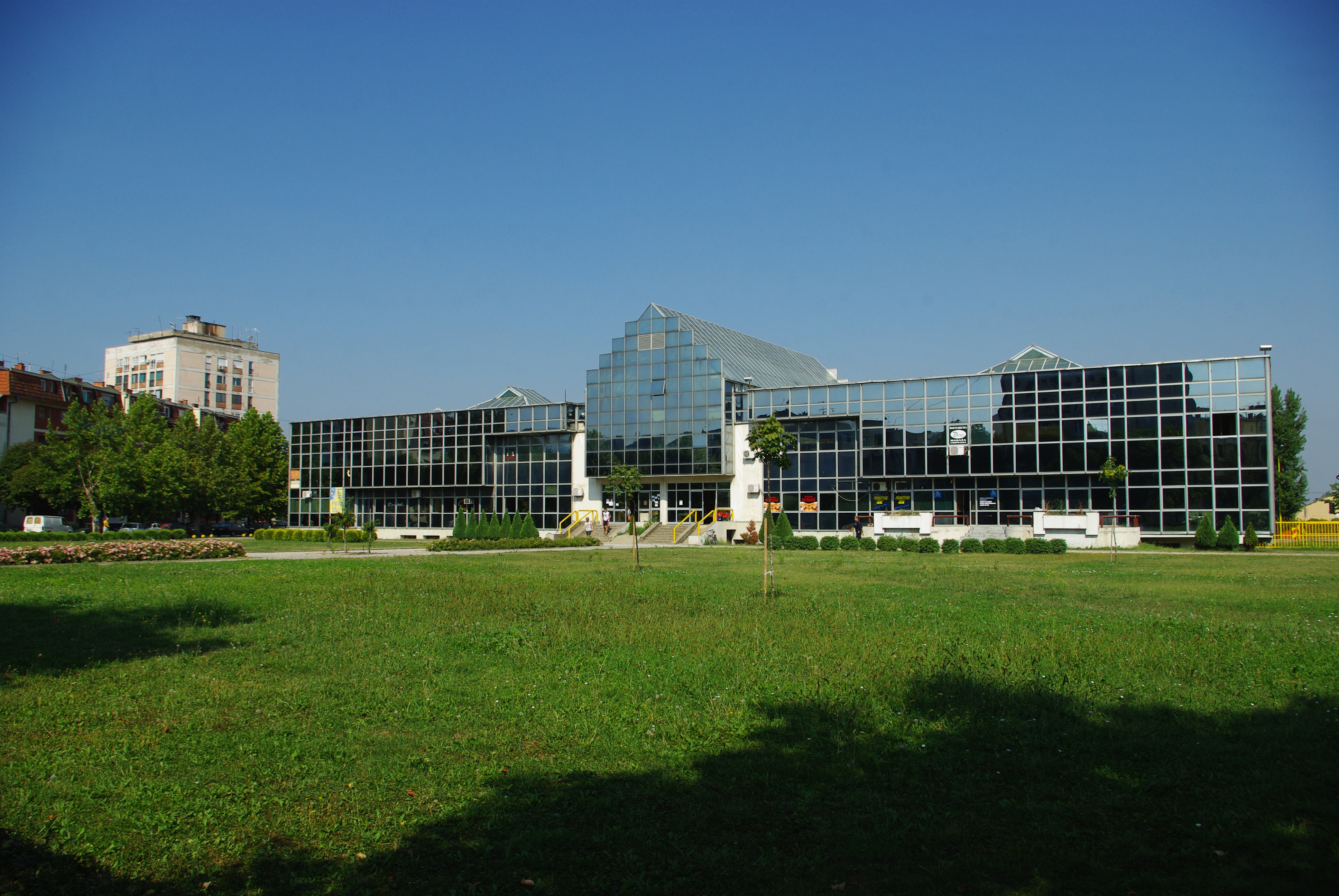
Центральний автовокзал Лозниці
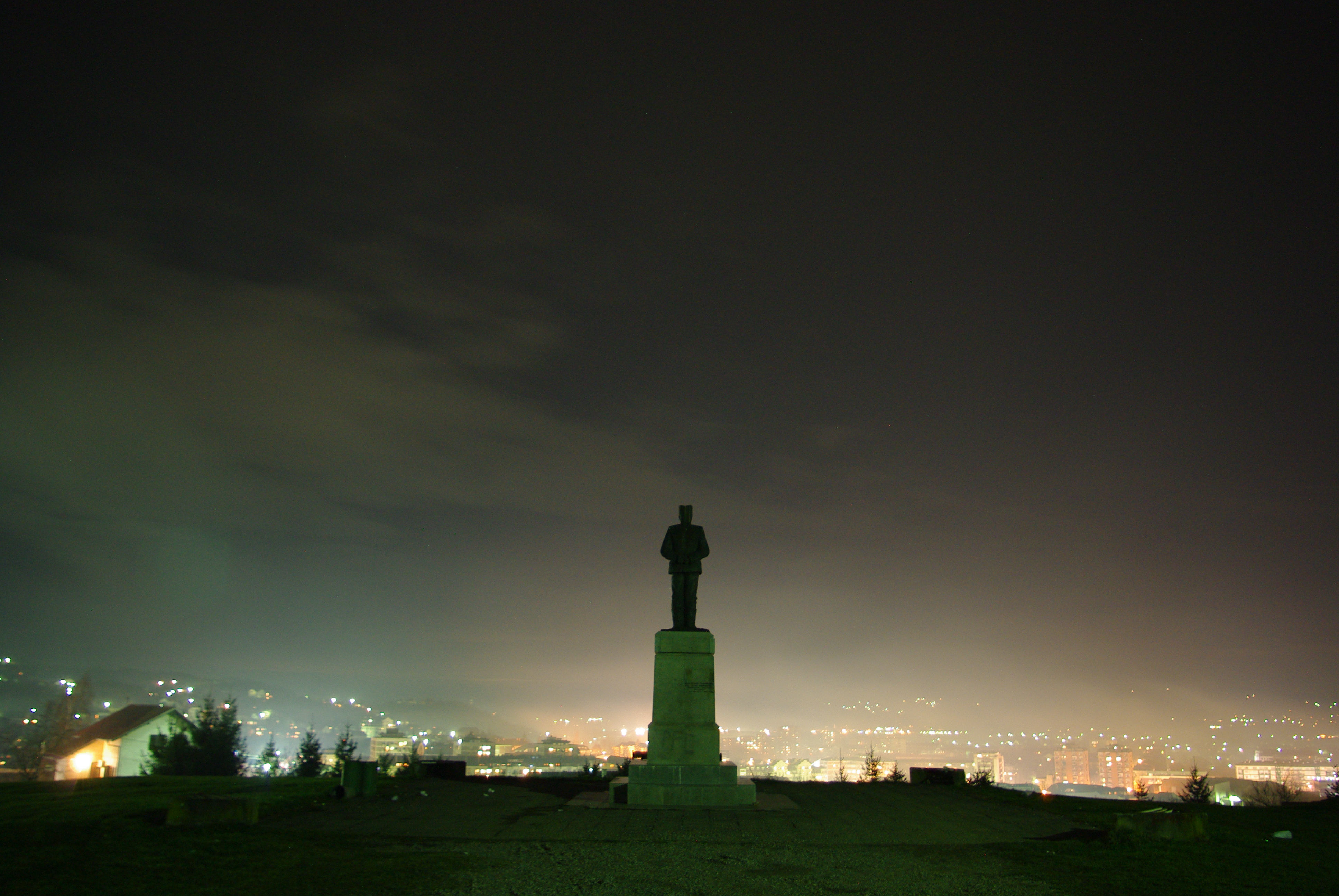
Статуя Степи Степановича

1. 1 2  http://web.archive.org/web/20160530172604/http://www.rgz.gov.rs/upload/web/Spisak%20KO-20150521.zip — Republicki geodetski zavod.